# 湖南町浜路
湖南町浜路（こなんまち はまじ）は、福島県郡山市の大字である。郵便番号は963-1414。

## 地理
郡山市南西部の湖南地区に属する。西側で猪苗代湖に面し、北で耶麻郡猪苗代町山潟、北東で熱海町安子島、東で逢瀬町多田野、南東で湖南町舘、南西で湖南町横沢と隣接する。概ね町村制施行以前の安積郡浜路村の流れを汲む地域である。一級水系阿賀野川水系荒砥川、大沢川、町ヶ小屋川流域を主な範囲とする。域内の大半を山林が占め、猪苗代湖に面する西側の大沢川、荒砥川河口部の平地には水田が広がり、南側の山裾の福島県道9号猪苗代湖南線沿いに集落が位置する。湖南町舟津に所在する郡山北警察署舟津駐在所、及び湖南町三代に所在する郡山消防署湖南分署がそれぞれ管轄にあたる。

### 主な字
字
- 稲宝
- 下道
- 中大沢

- 下大平
- 平林
- 加賀浜

### 山岳
- 麓山
- 金山

### 河川・湖沼
一級水系阿賀野川水系
- 猪苗代湖
  - 荒砥川
  - 大沢川
    - 大道沢川

  - 町ヶ小屋川

## 歴史
- 1876年 - 会津藩領浜路村が横沢村と合併し横浜村が発足、旧浜路村域は横浜村の大字となる。
- 1879年1月27日 - 横浜村が福島県内における郡区町村制の施行により安積郡の村となる。
- 1884年 - 横浜村が再び浜路村と横沢村に分村する。
- 1889年4月1日 - 町村制の施行により浜路村が舟津村、舘村、横沢村と合併し安積郡月形村が発足する。旧浜路村域は月形村の大字となる。
- 1955年3月31日 - 月形村が周辺4村との合併により湖南村が発足し、湖南村の大字となる。
- 1965年5月1日 - 湖南村が郡山市、安積郡全町村および田村郡田村町と合併し新たな郡山市が設立され、郡山市の大字となる。

## 世帯数と人口
2024年1月1日現在の世帯数と人口は以下の通りである。
| 大字       | 世帯数 | 人口  |
| ---------- | ------ | ----- |
| 湖南町浜路 | 69世帯 | 127人 |

## 小・中学校の学区
市立小・中学校に通う場合、学区は以下の通りとなる。
| 番地 | 小学校             | 中学校             |
| ---- | ------------------ | ------------------ |
| 全域 | 郡山市立湖南小学校 | 郡山市立湖南中学校 |

## 交通

### 道路
- 福島県道9号猪苗代湖南線
- 一級市道8号浜路線
  - 御霊櫃峠

## 施設
- 郡山市消防団湖南第五分団三班屯所
- 浜路キャンプ村
- 浜路浜取水塔
- 古峯神社
- 大山祇神社
- 湖向山五社稲荷神社